# Edna Hughes
Edna Tildesley Hughes, född 1 augusti 1916 i Walsall, död 17 november 1990 i Borth, var en brittisk simmare.
Hughes blev olympisk bronsmedaljör på 4 x 100 meter frisim vid sommarspelen 1932 i Los Angeles.